# Никколо дель Арка
Никколо дель Арка (итал. Niccolò dell’Arca; ок. 1435—1440 — 2 марта 1494, Болонья) — итальянский скульптор раннего Ренессанса. Он также известен под именами Никколо да Рагуза, Никколо да Бари и Никколо д’Антонио д’Апулия. Прозвище «dell’Arca» относится к его вкладу в создание раки (итал. la Arca) святого Доминика, которая находится в базилике святого Доминика в Болонье.
Место и год рождения скульптора не определены. Вероятно, он родился в Апулии, возможно, в Бари, а затем, скорее всего, некоторое время жил в Далмации. По словам К. Гнуди, он проходил там обучение у далматинского скульптора Джорджо да Себенико.
Бургундские элементы в его скульптуре приписываются некоторыми искусствоведами предполагаемому участию в триумфальной арке Кастель-Нуово в Неаполе в 1450-х годах (где он мог бы познакомиться с каталонским скульптором Гиллемом Сагрера и попасть под влияние его стиля).
Другие искусствоведы подвергают сомнению его работу в Неаполе и утверждают, что Никколо в конце 1460-х годов отправился во Францию. По их словам, его дальнейшее обучение проходило предположительно в Сиене и большое влияние на его стиль оказали работы Якопо делла Кверча и Донателло.
| Оплакивание мёртвого Христа, Церковь Св. Марии делла Вита, Болонья | Оплакивание мёртвого Христа, Церковь Св. Марии делла Вита, Болонья | Оплакивание мёртвого Христа, Церковь Св. Марии делла Вита, Болонья |
| ------------------------------------------------------------------ | ------------------------------------------------------------------ | ------------------------------------------------------------------ |
|                                                                    |                                                                    |                                                                    |
| Левая часть                                                        | Центр                                                              | Правая часть                                                       |

Впервые он был упомянут в сентябре 1462 года в Болонье как «мастер терракотовых фигур» маэстро Николо да Пулья . Этот отзыв, вероятно, относится к скульптурной группе из семи терракотовых фигур «Оплакивание Христа», в церкви Санта Мария делла Вита в Болонье (также упоминается в булле 1464 года папой Павлом II). В этой группе шесть отдельных фигур в натуральную величину стоят полукругом вокруг лежащего мёртвого Христа и оплакивают его. Драматический пафос фигур, выражение мучительной скорби усиливается реализмом изображения лиц. Однако датировка создания этой группы, ставшей новаторским вкладом в скульптуру эпохи Возрождения, не выяснена. Это может быть и 1460 год, и значительно более позднее время, между 1485 и 1490 годами.
В 1469 году скульптор создал дополнение к ковчегу Святого Доминика: спиральная надстройка и несколько отдельно стоящих фигур на вершине саркофага. Этот саркофаг с останками святого Доминика был создан двумя столетиями раньше в мастерской Никколо Пизано (между 1265 и 1267 годами). Создание ковчега завершили Арнольфо ди Камбио и фра Гульельмо Аньелли. Никколо дель Арка добавил сложный шпиль с впечатляющей статуей «Бога-Отца» на вершине канделябра, которую держат два путто и четыре дельфина, покрытых фестонами из фруктов. На карнизе у основания посередине находится небольшая Пьета, между двумя ангелами, а по четырём углам стоят четыре евангелиста в восточной одежде. Нижняя часть надстройки окружена отдельно стоящими фигурами: святые покровители Болоньи (Святой Франциск Ассизский), Святой Петроний (начатый Никколо, но законченный молодым Микеланджело в 1494 году), Святой Доминик и Святой Флориан. На заднем плане — Св. Анна, Св. Иоанн Креститель (автор Джироламо Кортеллини в 1539 году), Сан-Проколо и Сан-Витале. Никколо также добавил Ангела, держащего Подсвечник, на левой стороне алтарной плиты (тот ангел, что находится справа, сделан Микеланджело).
Никколо дель Арка работал над этим шедевром между 1469 и 1473 годами и оставил его незавершенным. Вероятно, он нерегулярно продолжал эту работу до своей смерти. Искусствоведы видят в этом шедевре смесь бургундских, флорентийских и нетосканских (например, детали в одежде) влияний. То, как эти статуи выражают свои эмоции и узоры в платьях и волосах, напоминает стиль Якопо делла Кверчия.
Некоторые другие важные работы Никколо дель Арка включают терракотовый бюст Святого Доминика (1474 г.) (в музее базилики Сан-Доменико в Болонье), мраморную статую Святого Иоанна Крестителя (в Эскориале в Мадриде) и терракотовую фигуру Святой Моники (ок. 1478—1480) (Музейный дворец в Модене).
Также примечателен терракотовый рельеф Мадонны ди Пьяцца (1478 г.) на стене Палаццо Комунале в Болонье. В отмеченных складках драпировки видно влияние Якопо делла Кверчия, а также следы динамического натурализма его современника Андреа дель Верроккьо.

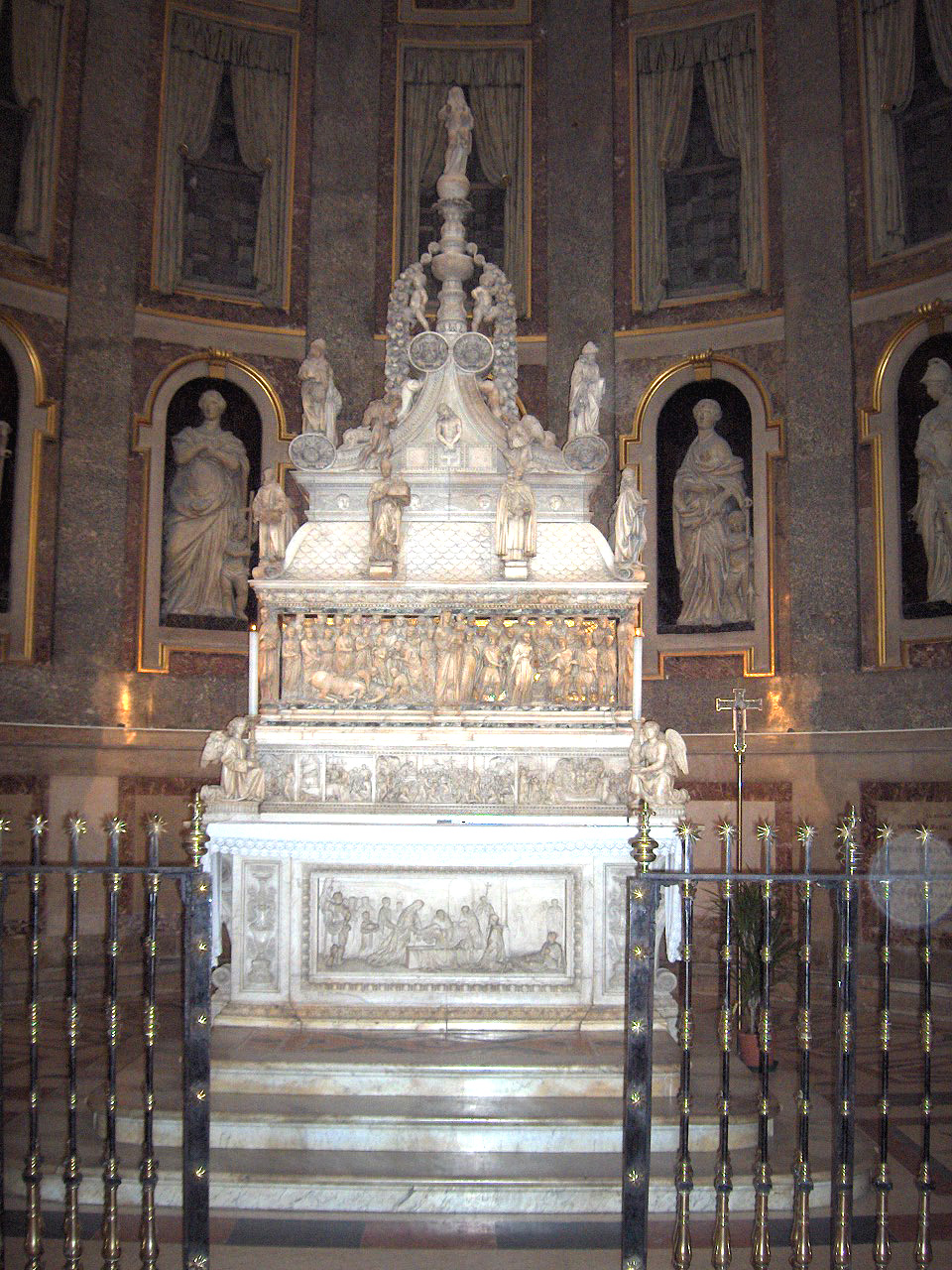
Ковчег Святого Доменика
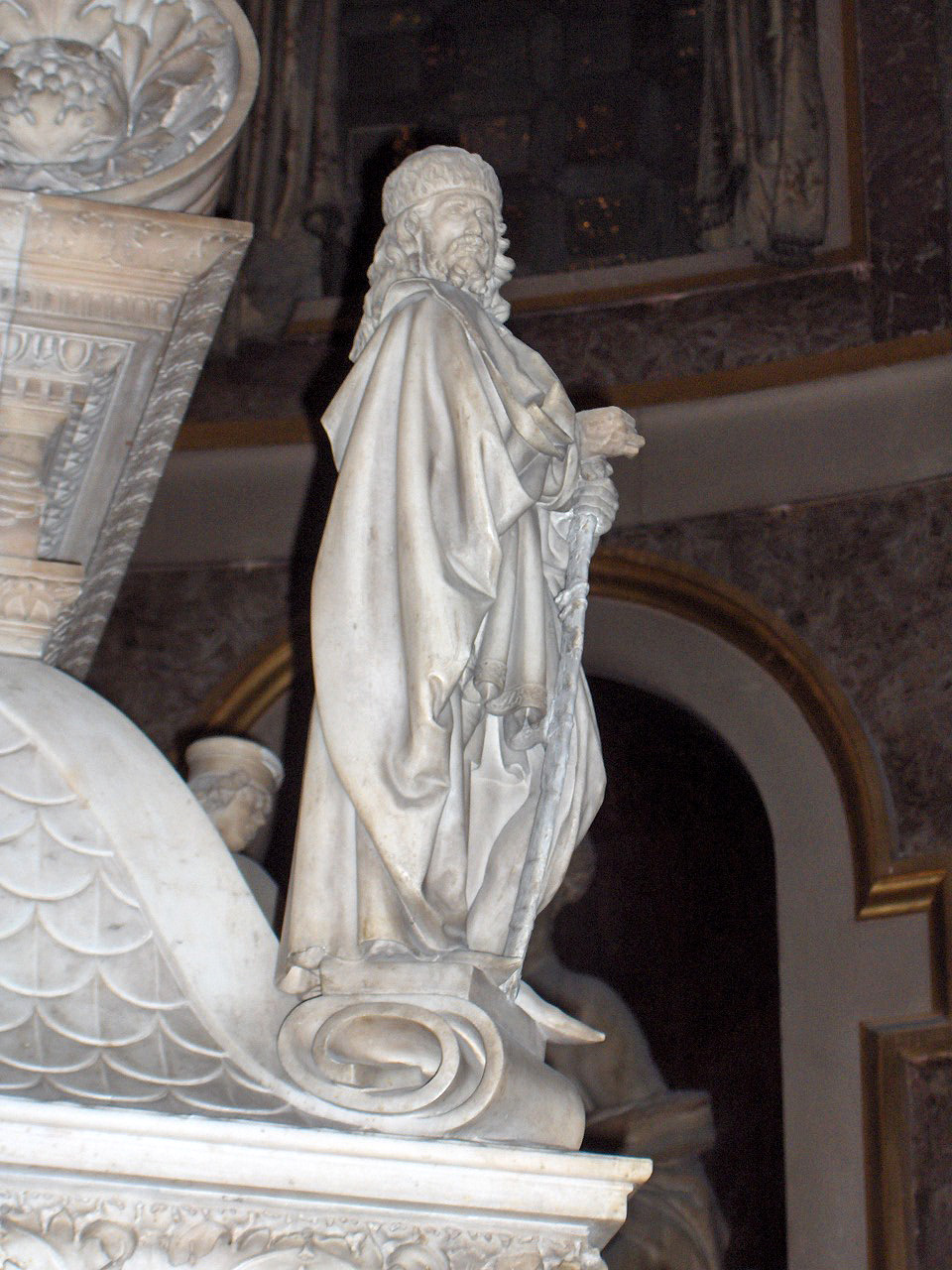
Святой Флориан (Ковчег Святого Доменика)
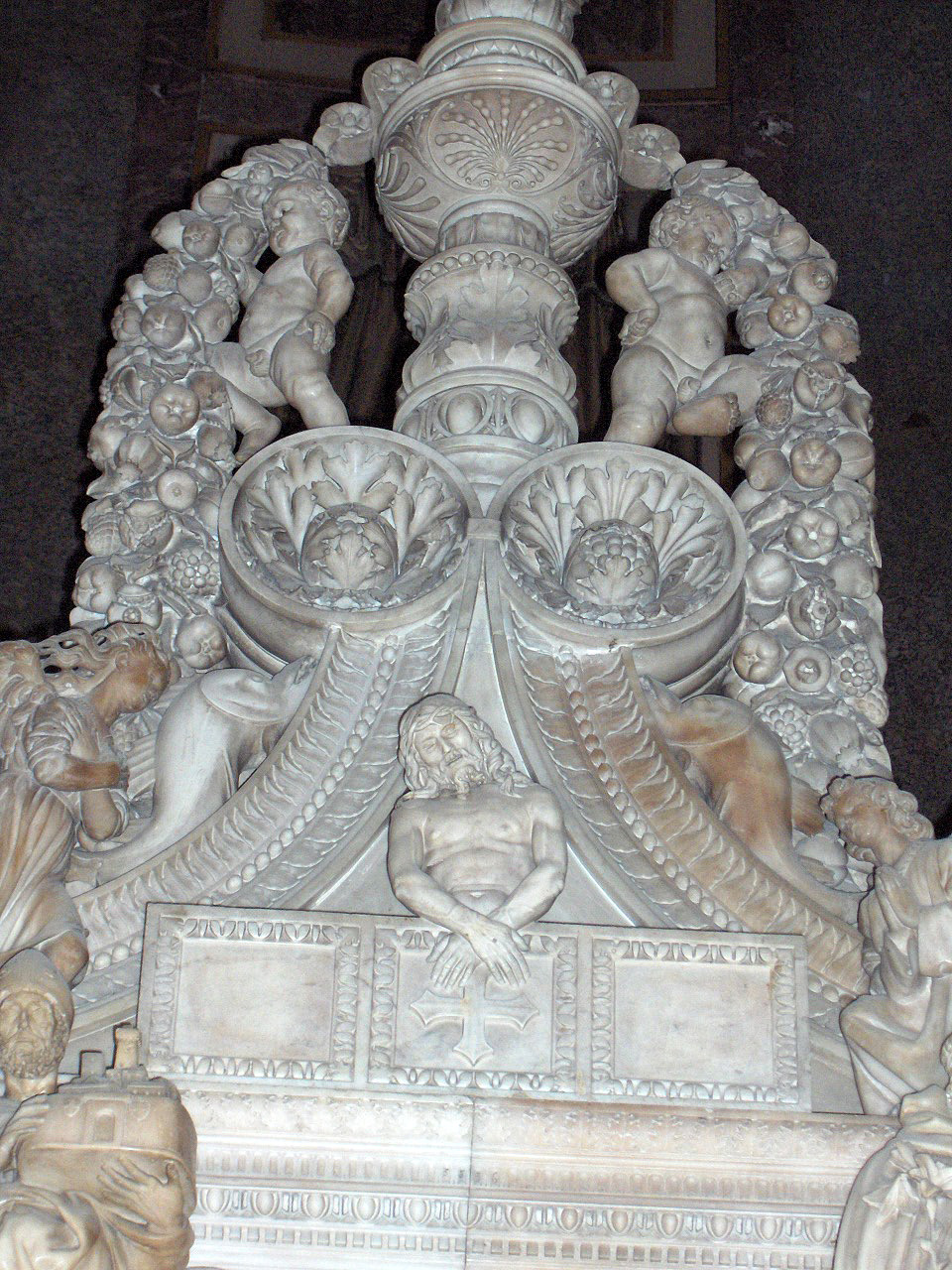
Пьета (Ковчег Святого Доменика)
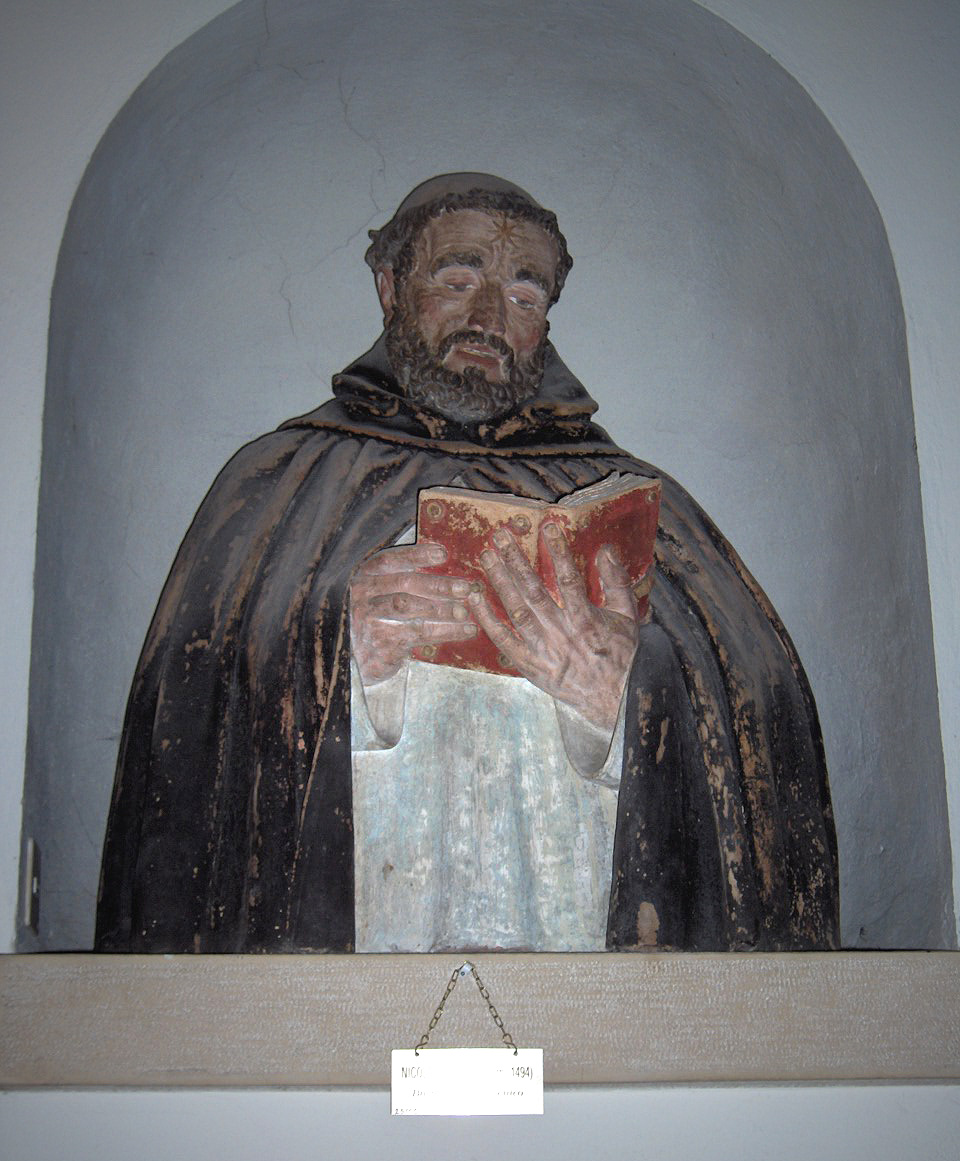
Многоцветная терракотовая статуя Святого Доминика
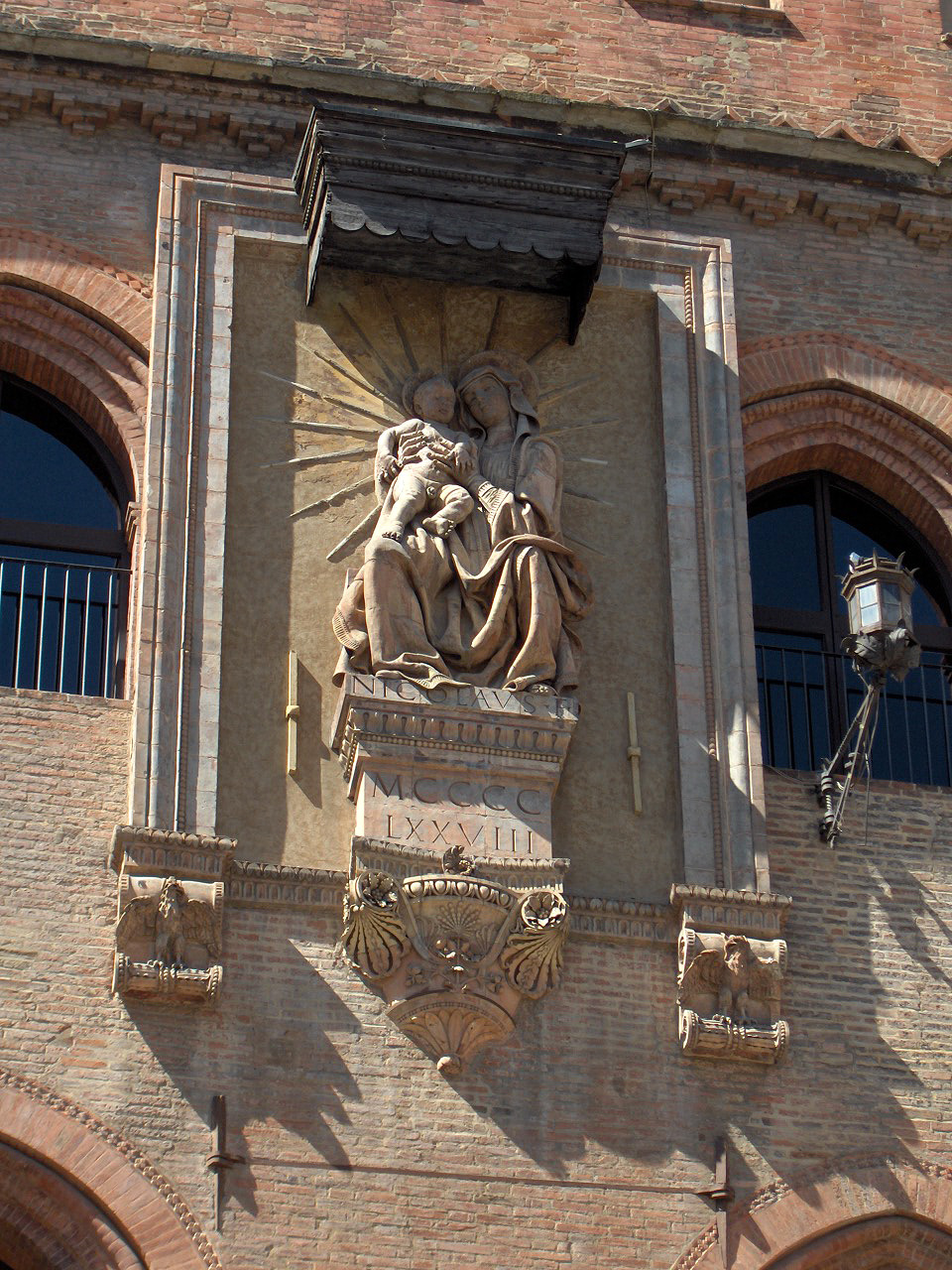
Мадонна ди Пьяцца, Болонья